# 목걸이 (소설)

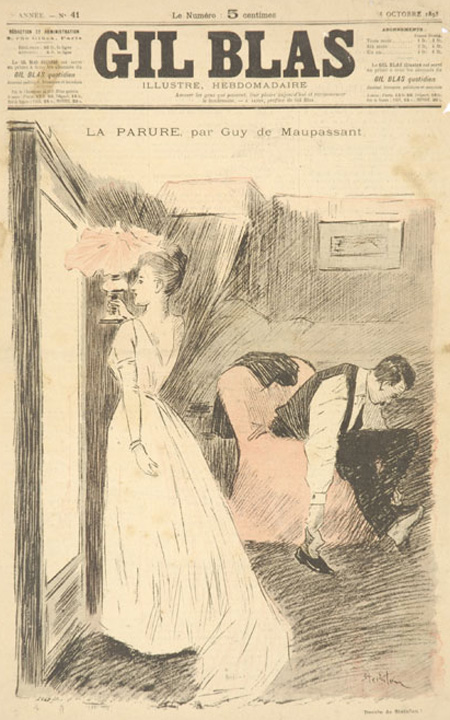
목걸이의 초판이미지

〈목걸이〉는 프랑스의 소설가 모파상이 1884년에 발표한 단편소설이다. 교훈적, 비판적, 묘사적 성격을 띄는 자연주의 소설로 극적 반전의 묘미를 느낄 수 있는 작품이다.

## 개요
한 젊은 여인의 사치스럽고 우아한 귀족 생활을 동경하는 욕심때문에 고달픈 삶을 살게 된다는 운명의 아이러니를 주제로 다룬 작품으로 1884년 프랑스의 작가 기 드 모파상에 의해 완성된 단편 소설이다.

## 등장인물

### 마틸드(루아젤 부인)
작품의 주인공으로 자신을 꾸미는 것과 사치 부리는 것을 좋아하며, 상류층의 삶을 동경하고 그렇게 살기를 바라나 그럴 수 없는 현실에 불만족을 느낀다.

### 루아젤
마틸드의 남편으로 착하고 성실한 하급 공무원이다. 아내의 사치와 허영심을 감당하기에는 경제적 능력이 부족하나 아내의 바람대로 장관의 파티에 아내를 데려간다.

### 포래스터 부인
마틸드의 친구로 마틸드에게 다이아몬드 목걸이를 빌려주는 상류층 여인이다.

## 줄거리
마틸드는 매우 사치스럽고 허영심이 많은 여자이다. 그녀는 사랑받고 싶었고 누구에게나 매혹적으로 보이고 싶었으며 남들에게 인기를 얻기를 원했다. 마틸드는 언제나 항상 상류층의 삶을 동경했고, 그들처럼 폼나게 살아보고 싶었으나 그럴 수 없는 현실에 불만족을 느꼈다. 그녀의 남편은 하급 공무원이었으므로 그녀의 욕망을 채워줄 수는 없었고 그러던 어느날 마틸드의 남편 루아젤은 기뻐할 아내를 생각하며 파티 초대장을 들고 나타난다. 그러나 마틸드는 파티에 입고 갈 옷이 없다며 울음을 터뜨리고 루아젤은 400프랑 정도 되는 옷을 사주었으나 마틸드는 이번에도 옷에 어울리는 보석이 없다며 짜증을 낸다. 결국 그들은 포래스터 부인에게 다이아몬드 목걸이를 빌려 파티에 가서 행복한 시간을 보낸다. 그러나 집으로 돌아왔을 때 목걸이가 사라진 것을 알고 놀란 그녀와 그녀의 남편은 목걸이를 찾기 위해 애를 썼지만 찾지 못했다. 결국 빚을 져 가장 비슷한 목걸이를 3만6천 프랑을 주고 산 뒤 포래스터 부인에게 돌려주었다. 그녀는 빚을 갚기 위해서 닥치는 대로 거친 일을 하고 결국 10년 뒤에서야 모두 빚을 갚은 뒤 친구인 포래스터 부인을 우연히 마주쳤다. 그 동안 있었던 일을 이야기했는데, 포래스터 부인은 그 다이아몬드 목걸이는 가짜였고 겨우 500프랑밖에 하지 않는다는 진실을 알려준다.

## 관련 논문
- 김모세·서종석, 〈〈목걸이(La Parure〉와 모방 욕망- 르네 지라르의 이론을 중심으로 -〉, 《세계문학비교연구》 70, 세계문학비교학회, 2020년